# Gāhs
Les Gāhs sont le nom donné aux dix Izeds du Zoroastrisme.

## Description
Cinq Gāhs président aux cinq jours épagomènes complétant l'année et les cinq autres correspondent aux cinq parties du jour. 